# Мостовик (посёлок)
Мостови́к — посёлок в Сергиево-Посадском городском округе Московской области.

## История
Поселок образовался в 1940 г. близ карьера по добыче песка и щебня. Позже появился завод железобетонных конструкций (бывш. ХОЭЗМК). Является солевой столицей пригородов.

## Население
| 2002 | 2006  | 2010  |
| ---- | ----- | ----- |
| 2067 | ↘2030 | ↘1995 |

## Образование
С 1956 г. функционирует одна общеобразовательная школа
- МБОУ СОШ № 27(бывш. шк. № 16)

В поселке работает одно учреждение дошкольного образования
- Детский сад № 43

## Сообщение с другими населенными пунктами
В настоящее время существует автобусное сообщение с городами:
- Дмитров
- Хотьково
- Сергиев Посад